# Prenesta
Prenesta is een geslacht van vlinders uit de familie van de grasmotten (Crambidae), uit de onderfamilie van de Spilomelinae. De wetenschappelijke naam van dit geslacht is voor het eerst voorgesteld door Pieter Snellen in een publicatie uit 1875.

## Soorten
- Prenesta anaemicalis (Hampson, 1912)
- Prenesta evippealis (Walker, 1859)
- Prenesta fenestrinalis (Guenée, 1854)
- Prenesta fulvirufalis (Hampson, 1917)
- Prenesta ignefactalis (Möschler, 1886)
- Prenesta iphiclalis (Walker, 1859)
- Prenesta latifascialis (Snellen, 1875)
- Prenesta luciferalis (Möschler, 1881)
- Prenesta nysalis (Walker, 1859)
- Prenesta ornamentalis (Möschler, 1881)
- Prenesta philinoralis (Walker, 1859)
- Prenesta prosopealis (Walker, 1859)
- Prenesta protenoralis (Walker, 1859)
- Prenesta quadrifenestralis (Herrich-Schäffer, 1871)
- Prenesta rubralis (Hampson, 1899)
- Prenesta rubrocinctalis (Guenée, 1854)
- Prenesta scyllalis (Walker, 1859)
- Prenesta sunialis Snellen, 1875